# Уэдраого, Фарид
Фарид Уэдраого (фр. Farid Ouédraogo; род. 26 декабря 1996, Уагадугу) — буркинийский футболист, вратарь конголезского клуба «Вита» и национальной сборной Буркина-Фасо.

## Клубная карьера
Футбольную карьеру начинал в клубе «Мажестик». В 2015 году перешёл в «Рэйл Клуб дю Кадиого», который в сезоне 2015/16 выиграл чемпионат Буркина-Фасо. В 2016 году стал игроком клуба «Рахимо», где провёл сезон. В 2017 году вернулся в «Мажестик», где провёл ещё три года, в сезоне 2020/21 выступал за ЮСФА, затем на год вернулся в «Мажестик». В августе 2022 года перешёл в конголезский клуб «Вита».

## Карьера в сборной
Игроком сборной Буркина-Фасо является с 2019 года. Дебютировал 5 июня 2021 года в товарищеском матче со сборной Кот-д’Ивуара. Был в заявке сборной на чемпионат африканских наций 2020 года. На Кубке африканских наций 2021 года был резервным вратарём, в полуфинале с Сенегалом заменил получившего травму Эрве Коффи. Матч завершился поражением буркинийской сборной. Также играл в матче за третье место, где его команда проиграла Камеруну в серии пенальти.